# Одноциліндровий двигун внутрішнього згоряння

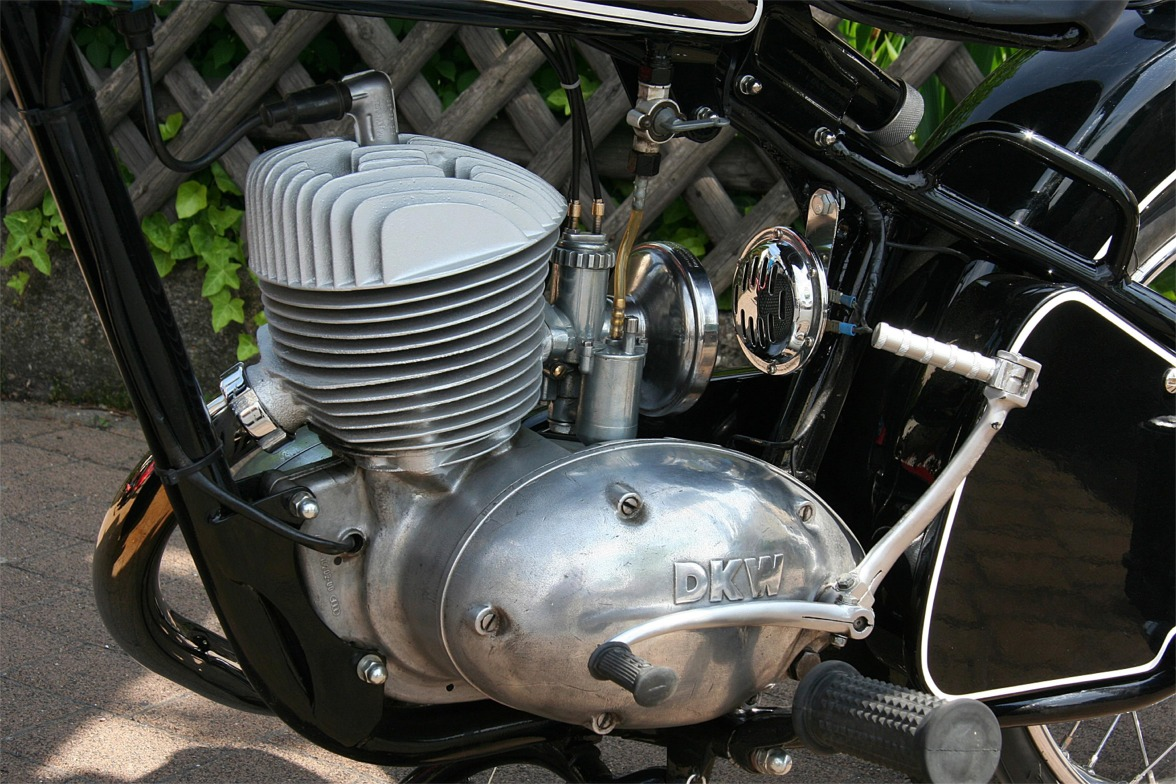
Одноциліндровий двигун DKW RT 250 (1952—1953) з робочим об'ємом 250 см³

Одноцилі́ндровий двигу́н вну́трішнього згоря́ння (англ. ingle-cylinder engine) — найпростіший поршневий двигун внутрішнього згоряння, що має один робочий циліндр.
Одноциліндрові двигуни характеризуються найменшим відношенням площі поверхні робочого циліндра до робочого об'єму, порівняно з багатоциліндровими двигунами, що забезпечує найменші втрати тепла у робочому процесі та високий індикаторний к.к.д. У той же час одноциліндрові двигуни характеризуються істотною більшою тепловою та механічною напруженістю деталей порівняно з багатоциліндровими двигунами. Питома маса одноциліндрових двигунів вища ніж у багатоциліндрових з таким же робочим об'ємом.
Одноциліндровий двигун є повністю незрівноваженим та має нерівномірний хід, що є причиною появи вібрацій. Щоб знизити рівень вібрацій, у них набагато частіше, ніж у багатоциліндрових двигунах, використовують балансирні вали а також фіктивні шатуни як, наприклад, у двигунах мотоциклів «Ducati Supermono». Однак застосування таких технічних рішень приводить до зростання маси і складності одноциліндрового двигуна, що нівелює його переваги.

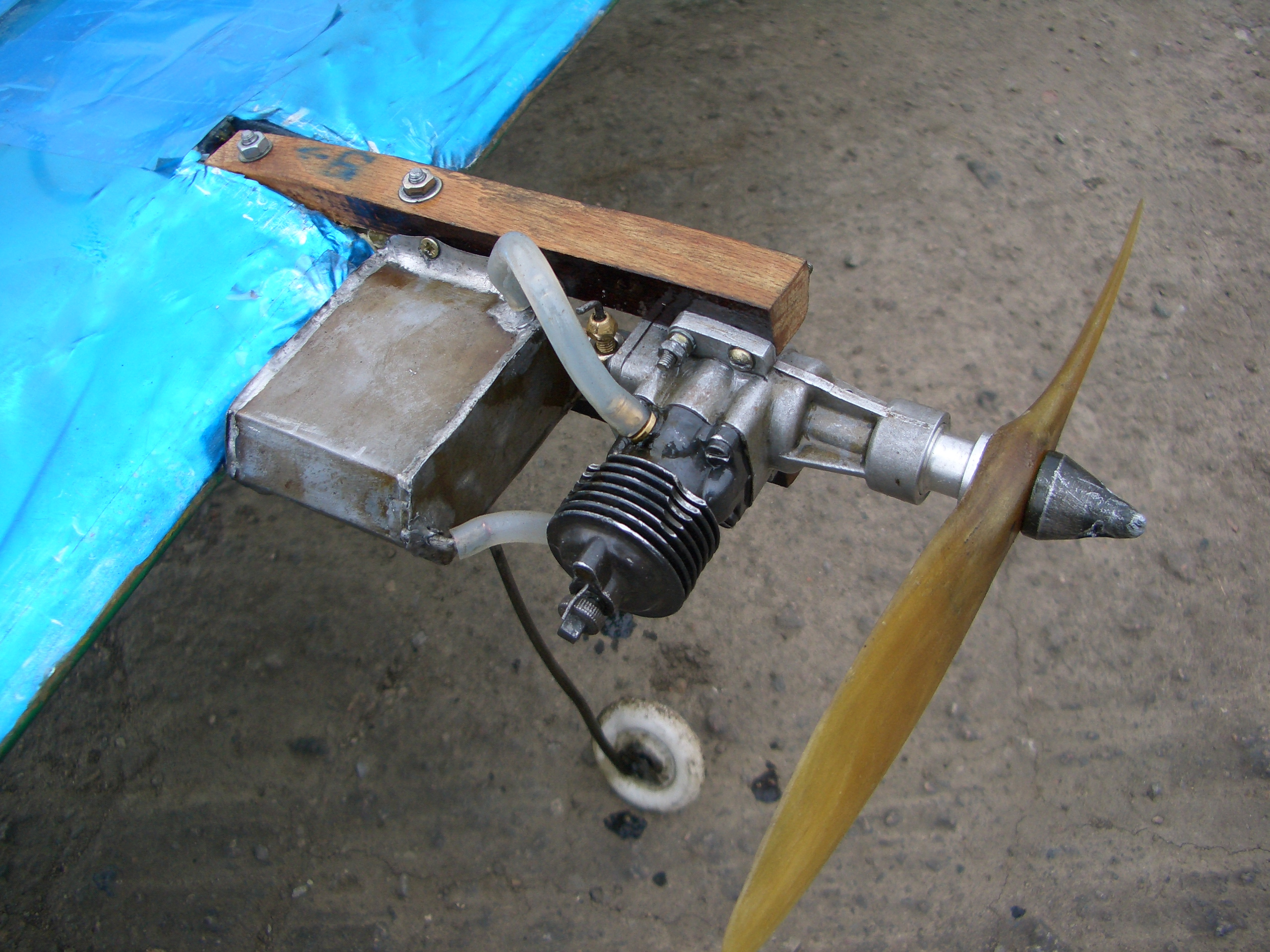
Одноциліндровий двигун для авіамоделі

Двотактний цикл роботи одноциліндрового двигуна

У минулому одноциліндрові двигуни (завдяки простоті конструкції) набули поширення а їх робочий об'єм не мав обмежень — на суднах та у стаціонарному устаткуванні зустрічались тихохідні одноциліндрові двигуни з робочим об'ємом до 12 л (наприклад дизельний калоризаторний двигун «Пионер» потужністю 33 кВт, що виготовлявся на заводі «Русский дизель» чи двигуни «боліндер» виробництва шведської фірми J & CG Bolinders Mekaniska Verkstad AB). В даний час поширення одноциліндрових двигунів у є досить великим, завдяки їх простоті, малій вартості та масі, але робочий об'єм обмежений і перевага у мототранспорті віддається бензиновим конструкціям (у тому числі й чотиритактовим), тоді, як для стаціонарного застосування часто віддають перевагу дизельним одноциліндровим конструкціям (наприклад, Lombardini 3LD та 15LD).
Найменшим робочим об'ємом характеризуються одноциліндрові двигуни для авіамоделей — 1…10 см³. Бензинові двотактні двигуни ручних газонокосарок (тримерів) мають робочий об'єм 15…36 см³. На бензопилках застосовуються двигуни з робочим об'ємом 36…100 см³. На мопедах застосовуються одноциліндрові двигуни з робочим об'ємом близько 50 см³. Для урухомлення невеликих електричних генераторів застосовують одноциліндрові двигуни з робочим об'ємом 60…420 см³ (дизель «Yanmar L100»). На мотоциклах знайшли застосування одноциліндрові двотактні двигуни з робочим об'ємом 125…350 см³. Чотиритактні мотоциклетні двигуни мають робочий об'єм до 800 см³ («Suzuki dr800»).

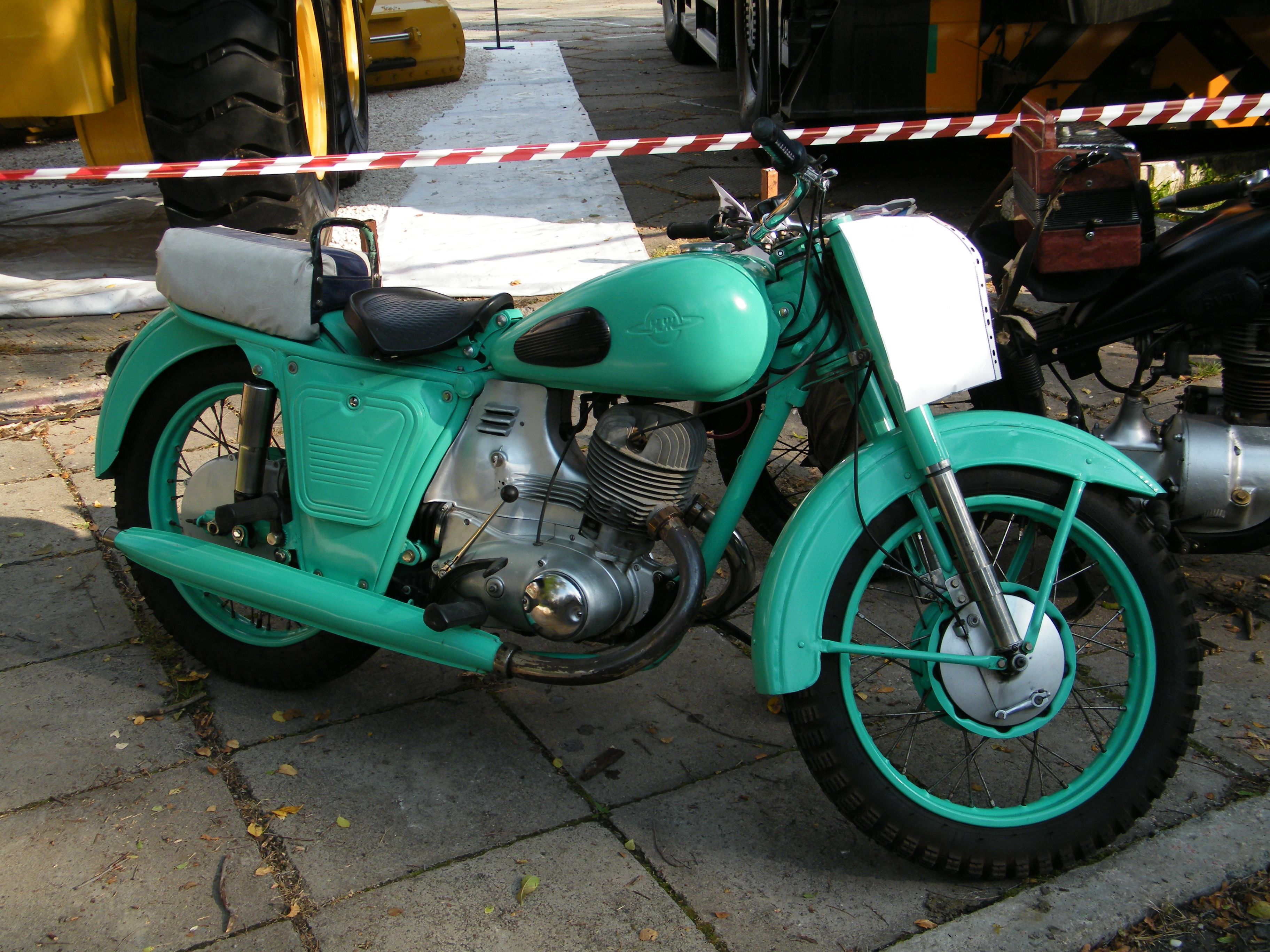
Мотоцикл ИЖ-56 оснащений одноциліндровим двотактним двигуном з робочим об'ємом 350 см³

Для тракторів ДТ-14 Харківського тракторного заводу та самохідних шасі ДСШ-14 Харківського заводу тракторних самохідних шасі (ХЗТСШ) у період з 1956—1961 років випускався одноциліндровий дизельний двигун з робочим об'ємом 1,03 л і потужністю 14 к.с. У Китаї станом на 2013 рік далі випускались спроектовані у 1930-х роках одноциліндрові дизельні двигуни S1100 та S1115 з робочим об'ємом 905 см³ і 1194 см³ відповідно. Ці двигуни широко застосовуються для приведення важких мотоблоків та невеликих тракторів.

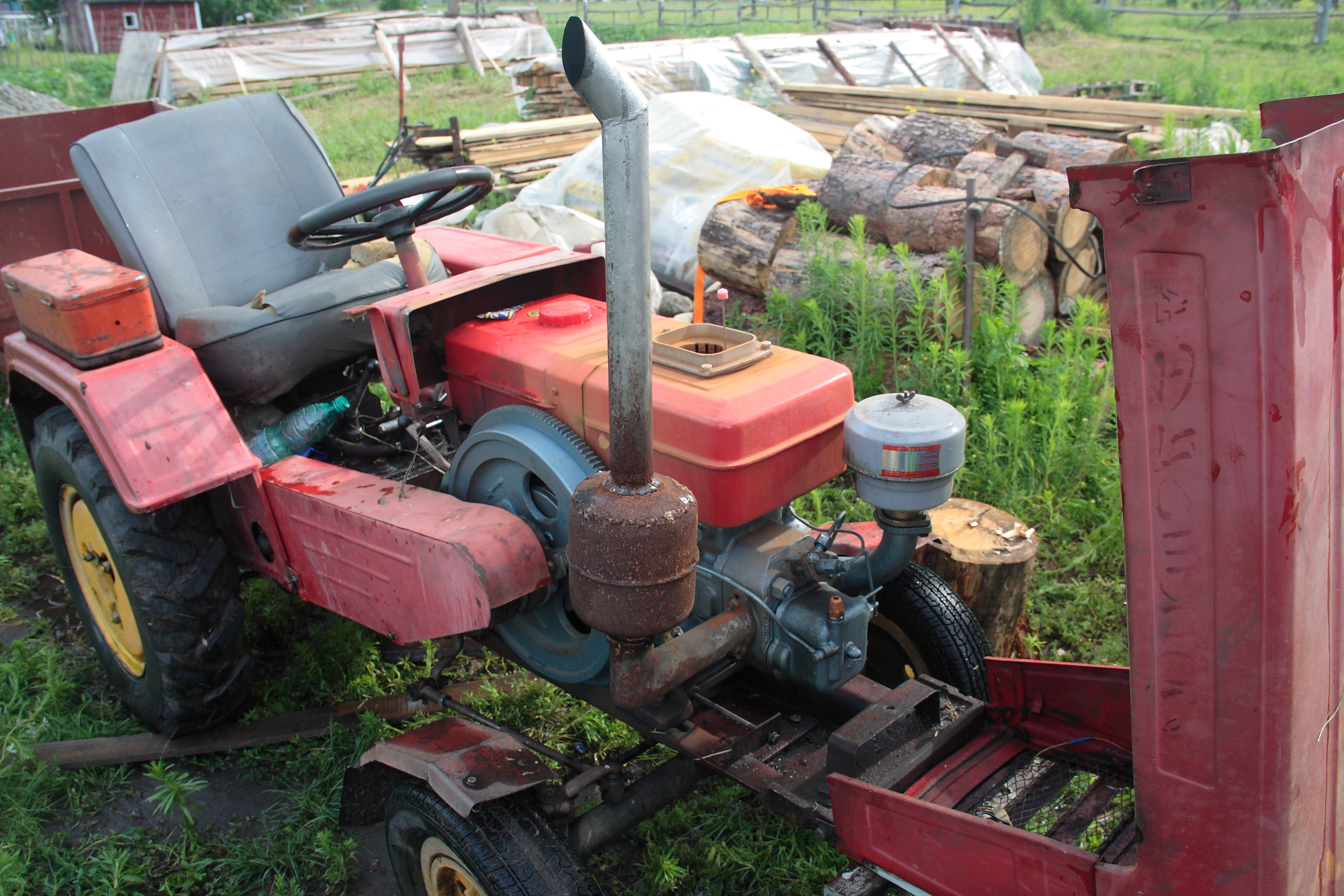
Одноциліндровий дизельний двигун «Jiangdong S1100» з робочим об'ємом 905 см³, потужністю 16 к.с. при 2200 об/хв на мінітракторі